# Otto Bezloja
Otto Bezloja (4. července 1945 Praha – 28. prosince 2001 Mnichov) byl český baskytarista a zpěvák, člen skupiny The Matadors, kterou v roce 1965 spoluzaložil.
Po ukončení angažmá kapely v muzikálu Hair v západním Německu a jejím definitivním rozpadu v letech 1969/1970 zůstal v Německu natrvalo. Působil v jazz rockovém souboru Emergency a v kapele Gold. Později se vydal na dráhu diskžokeje. V 80. letech patřil k absolutní špičce, pracoval v mnichovském klubu Why Not a najímaly si ho nově otevřené diskotéky, aby podnik zavedl.